# Listín Diario
Listín Diario è uno dei più antichi quotidiani della Repubblica Dominicana, l'unico ancora esistente fra quelli fondati nella sua epoca.

## Storia
Listín Diario fu fondato il 1º agosto 1889 da Arturo Joaquín Pellerano Alfau e Julián Atiles.